# Хедемура (коммуна)
Хедемура (швед. Hedemora kommun) — коммуна в Швеции.
Коммуна расположена в центральной Швеции, на территории лена Даларна. Административный центр — Хедемура. Является частью Бергслагена. Хедемура является сто двадцать шестой по величине территории коммуной Швеции.
По территории Хедемуры протекает р. Далэльвен.

## Административное деление
Коммуне подчинено 6 городских (tätort) и ряд сельских поселений, наибольшие из которых:
- Хедемура (Hedemora)
- Лонгсхюттан (Långshyttan)
- Викмансхюттан (Vikmanshyttan)
- Гарпенберг (Garpenberg)
- Вестербю (Västerby)
- Хусбю (Husby)
- Бакка (Backa)

## Население
Население по состоянию на 31 марта 2020 года составляет 15 453 человека.
| Количество населения коммуны Хедемура за 1970-2012 года | Количество населения коммуны Хедемура за 1970-2012 года | Количество населения коммуны Хедемура за 1970-2012 года | Количество населения коммуны Хедемура за 1970-2012 года | Количество населения коммуны Хедемура за 1970-2012 года |
| Год                                                     |                                                         |                                                         | Население                                               |                                                         |
| ------------------------------------------------------- | ------------------------------------------------------- | ------------------------------------------------------- | ------------------------------------------------------- | ------------------------------------------------------- |
| 1970                                                    |                                                         |                                                         | 16 836                                                  |                                                         |
| 1975                                                    |                                                         |                                                         | 16 736                                                  |                                                         |
| 1980                                                    |                                                         |                                                         | 17 063                                                  |                                                         |
| 1985                                                    |                                                         |                                                         | 16 894                                                  |                                                         |
| 1990                                                    |                                                         |                                                         | 16 855                                                  |                                                         |
| 1995                                                    |                                                         |                                                         | 16 879                                                  |                                                         |
| 2000                                                    |                                                         |                                                         | 15 857                                                  |                                                         |
| 2005                                                    |                                                         |                                                         | 15 494                                                  |                                                         |
| 2010                                                    |                                                         |                                                         | 15 164                                                  |                                                         |
| 2012                                                    |                                                         |                                                         | 15 081                                                  |                                                         |
| Источник: SCB                                           |                                                         |                                                         |                                                         |                                                         |

## История
На территории коммуны обнаружены археологические находки железного века.
В XVI веке здесь был центр подготовки рекрутов для кампании Густава I Ваза против Дании.
В 1933—1934 годах были проведены первые мотогонки Гран При Швеции на трассе Hedemora TT.

## Города-побратимы
- Нур-Фрон, Норвегия
- Бауска, Латвия
- Векелакс, Финляндия
- Нюстед, Дания
- Ишози, Танзания

## Галерея

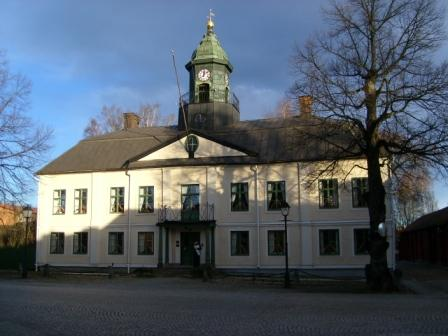
Ратуша (Хедемура)
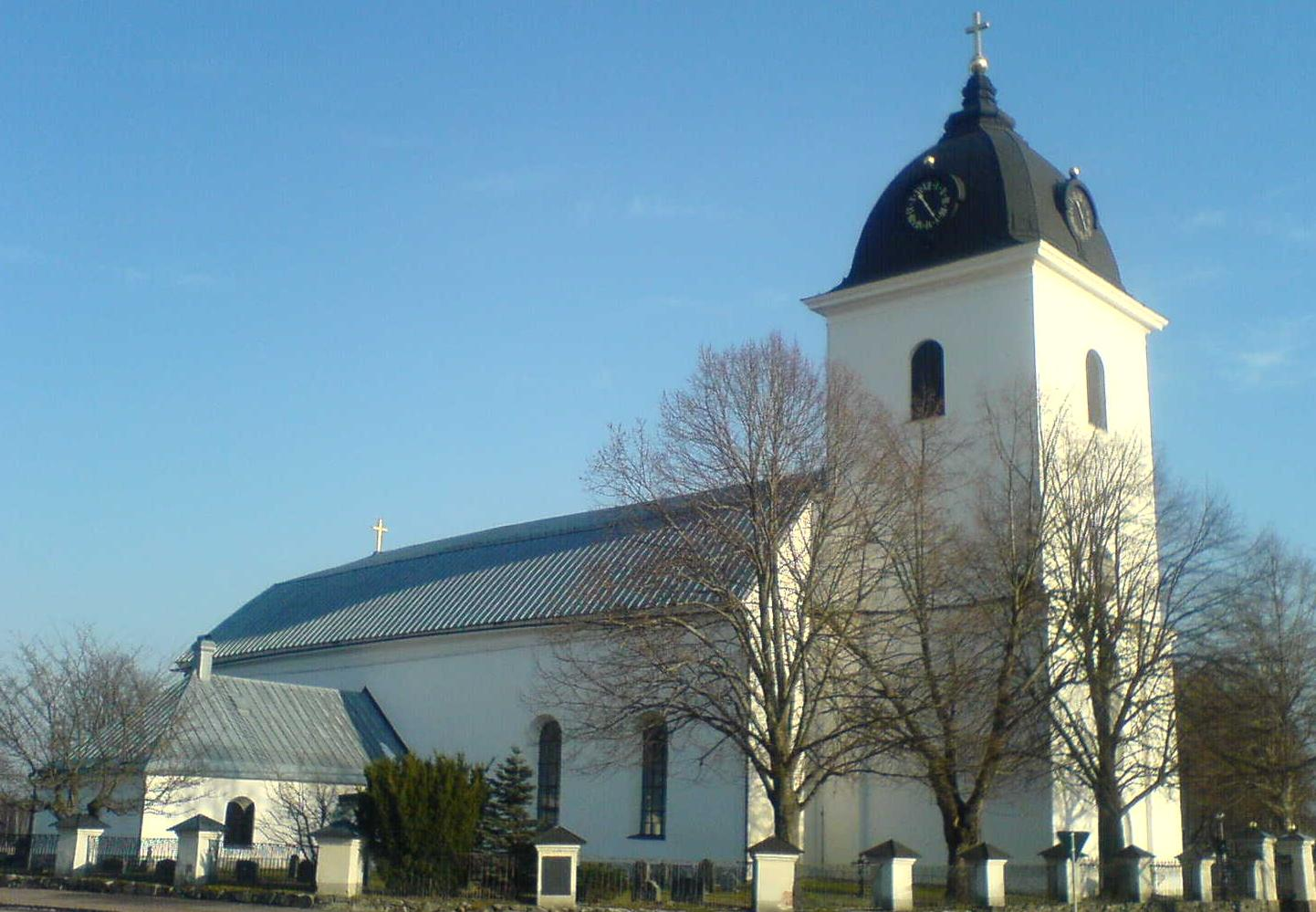
Церковь (Хусбю)
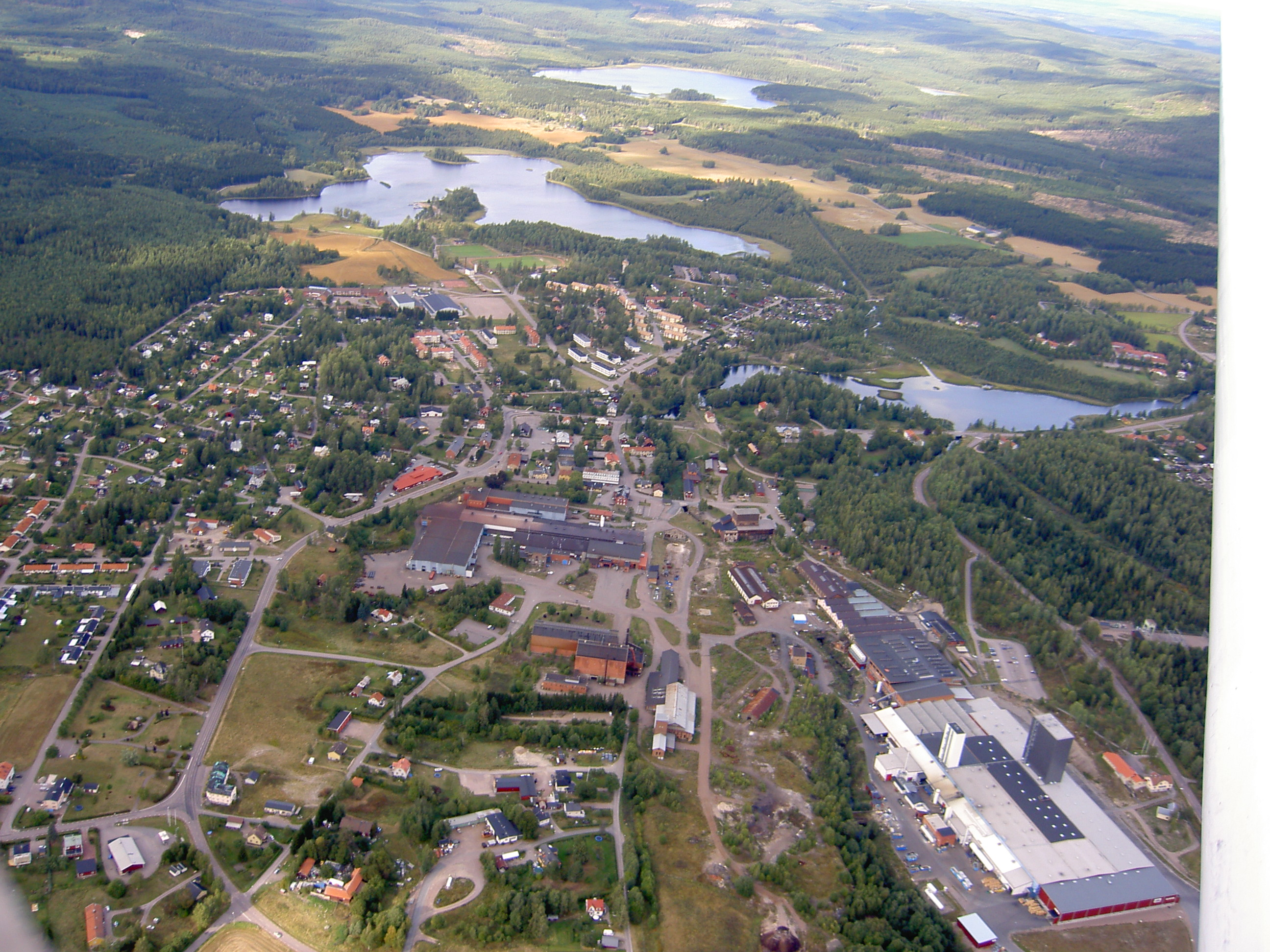
Городок Лонгсхюттан
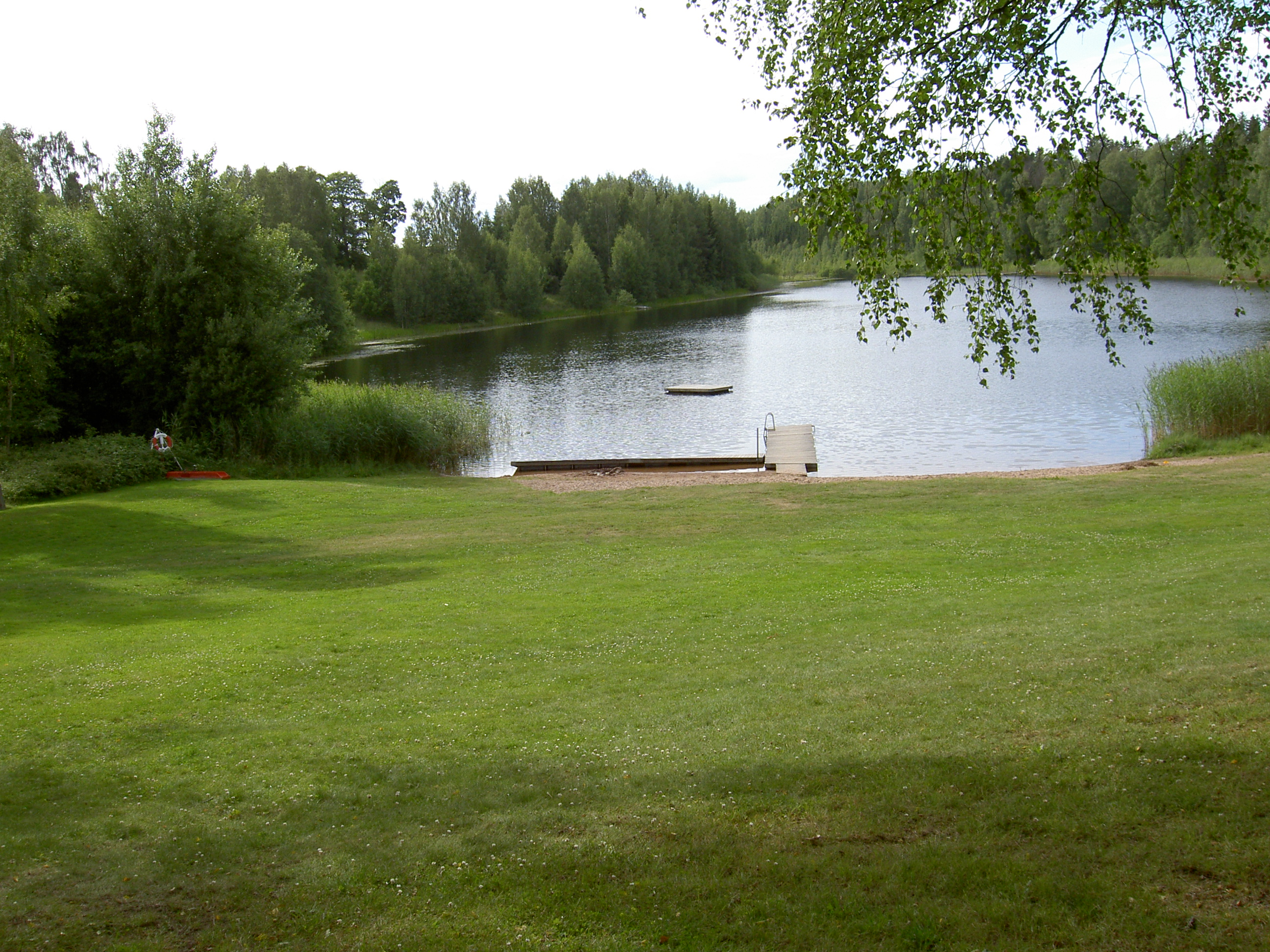
Озеро Матсбушён